# 싱가포르주
싱가포르주(말레이어: Negeri Singapura)는 말레이시아 남부 조호르 밑에 부분적으로 둘러싸인 섬 주로, 지금의 싱가포르가 생기기 이전의 상태를 말한다. 1963년 9월 16일 말레이시아의 출범과 함께 말레이시아의 한 주가 되었으며, 1965년 8월 9일 2년만에 독립과 함께 해체되었다.

## 역사
1819년 영국인 스탬포드 래플즈가 싱가포르에 도착한 이래 140년간 영국의 지배를 받았고, 이후 1959년 캐나다나 오스트레일리아처럼 영국 여왕이 통치하는 영연방의 일원으로 독립하였다. 1963년 새로 독립한 사라왁과 사바/북보르네오, 그리고 말라야 연방과 더불어 말레이시아를 결성하였고, 9월 16일 그 조약이 완전히 발효되어 신 국가가 출범하였다. 하지만 싱가포르 주 정부는 말레이시아 연방 정부와 경제, 재무, 정치 문제 등으로 수많은 마찰을 빚었고, 당시 말레이시아 집권당이던 통일말레이국민조직(UMNO; United Malays National Organisation)은 싱가포르 인민행동당(PAP; People's Action Party)이 1964년 총선에 참여하는 것이 말레이인 중심의 말레이시아 정치 체제를 파괴한다고 비난했다. 바로 그 해 싱가포르 내에서 이 지역의 다수민족인 중국계와 말레이시아 전체의 다수민족인 말레이계 간의 갈등이 빚어져 큰 폭동이 발생하였고, 이후 UMNO는 1965년 싱가포르 보궐선거에서 싱가포르의 야당인 사회주의전선(BS; Barisan Sosialis)을 비밀리에 지원했다. 바로 그 해, 말레이시아의 총리 툰쿠 압둘 라만은 싱가포르를 말레이시아 연방에서 전격 추방키로 결정했고, 이에 따라 8월 9일 주권국가로 독립하였다.
싱가포르의 독립은 자신들과 마찬가지로 말레이시아에 가입한 보르네오 지역의 두 주(사라왁, 사바/북보르네오)에 큰 영향을 미쳤는데, 사바의 주지사이자 실질적인 통치자였던 툰 푸아드 스테픈스는 자신들이 싱가포르 때문에 말레이시아에 가입했다고 밝혔으나, 싱가포르가 탈퇴한 후 "우리가 말레이시아에 참여하도록 한 이가 먼저 나갔으니, 우리도 더 이상 말레이시아에 있을 필요 없다"고 주장했다. 이는 사라왁, 사바의 말레이시아 존속 여부에 적지 않은 논란을 일으켰고, 현재까지도 계속되고 있다.

## 정치
싱가포르 주는 말레이시아의 일원으로, 말레이시아의 헌법을 따랐다. 하지만 조호르나 파항 같은 다른 주들과는 달리, 싱가포르는 사라왁, 사바와 더불어 타 주에 없는 일부 자치권이 있었다. 싱가포르가 쉽게 독립한 것도 이 때문이라는 주장이 있다. 1963년 말레이시아로 합병되기 전에는 영국 헌법에 기반한 독자 헌법을 갖고 있었다.
싱가포르의 최고 지도자는 국가지사(Yang di-Pertuan Negara)였는데 이는 주지사에 해당되며, 독립 후에는 '대통령'으로 지위가 바뀌었다. 이 직은 훗날 독립 싱가포르의 초대 대통령이 되는 유솝 빈 이스학이 맡았다. 하지만 이는 영국의 여왕처럼 매우 형식적이었고, 실질적인 권한은 총리가 갖고 있었다. 총리는 인민행동당의 사무총장 리콴유가 맡았다. 총리직은 독립 후에도 그대로 유지되었고 1990년까지 리콴유가 총리로 재직했다. 리콴유는 총리직에서 물러난 이후에도 2011년까지 정치적 실권을 장악하고 있었다.

## 주민
주민의 대다수가 중국인이었고, 그 밖에 소수의 말레이인, 타밀인, 영국인 등이 있었다. 중국인들은 경제권 및 정치권을 장악했으나, 다른 민족들은 이러한 권한을 장악하지 못했다. 이 때문에 말레이시아 연방정부와 수시로 마찰을 빚었고, 결국 1965년 연방에서 탈퇴하는 원인이 된다.

## 언어
말레이어와 영어가 공용어였다. 하지만 주민의 대부분이 중국인이었고, 실질적인 공용어는 중국어였다. 독립 후에도 중국어가 실질적인 공용어 역할을 하고 있다.

## 경제
말라야브리티쉬보르네오달러를 통화로 사용했다. 독립 후에도 사용되다가 1967년부터는 싱가포르 달러를 사용하고 있다.

## 같이 보기
- 사라왁 (1963년)
- 사바 (1963년)
- 말라야 연방